# أرشيف الفاتيكان السري
أرشيف الفاتيكان السري موجود في مدينة الفاتيكان، وهو يحتوي على وثائق هامة خاصة بالكتاب المقدس ومجموعة من الوثائق والكتب الأخرى. تحتوي هذه الأوراق على أوراق الدولة، المراسلات وحسابات الكتب والعديد من المستندات الأخرى التي احتفظت بها الكنيسة. في القرن السابع عشر بناء على أوامر البابا بول الخامس، تمت إزالة الأرشيف السري وبقي في مكان مغلق في الفاتيكان حتى أواخر القرن التاسع عشر عندما تم فتحها بواسطة البابا ليون الثالث عشر.

## المدى
يُقدر أرشيف الفاتيكان السري بحوالي 52 ميل من اللفافات، وحوالي 35000 جزء في الدليل الانتقائي وحده: «نشر الفهارس جزئيا أو كليا، شيء محرم تماما» وذلك تبعا للتعليمات الحالية في 2005. الارشيفات السرية تدعم استديوهات الحماية الخاصة بهم.
طبقا لموقع الفاتيكان، فإن أقدم وثيقة موجودة يعود تاريخها إلى نهاية القرن الثامن. «تسببت الثورات السياسية والانتقالات إلى خسارة كبيرة في المواد الارشيفية». بدءا من 1198 تجد وثائق أكثر كمالا، مع ذلك فالتوثيق ضئيل إلى حد ما قبل القرن الثالث عشر. منذ ذلك الوقت، التوثيق يشمل اشياء مثل طلب هنري الثامن ملك إنجلترا إلغاء الزواج، وخطابات من مايكل انجلو.

## الدخول

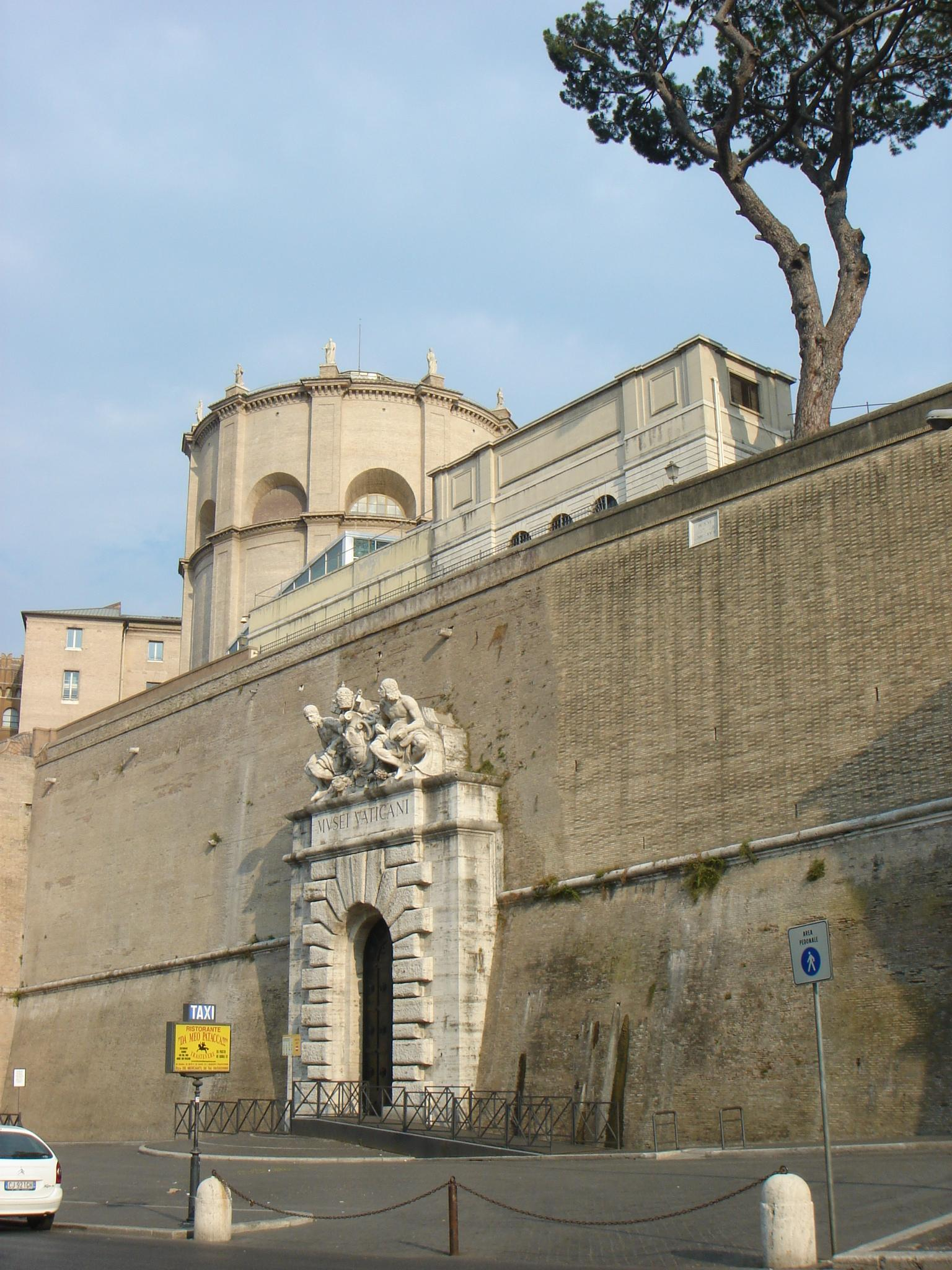
المدخل

مجاورا لمتحف الفاتيكان، مدخله خلال منفذ اس.آنا خلال مدخل انجيلسا. ليس هناك تصفح، واختيار العلماء يجب أن يكون مقدما التدقيق في المستند الذين يودون رئيته: لهذا، يجب عليهم ان يعلموا مقدما ان هذا المستند موجود. الكاتلوج غير مكتمل. الفاتيكان يقدر أن المسافة الخطية هي حوالي 85 كيلومتر (52.8 ميل) من الرفوف. المؤرشف الحالي هو الكاردينال روفائيل فارينا، مع الكردينال خورخي ماريا ميخيا، ولويجي كاريدنيال بوجي ليشغل منصب المؤرشف الفخري.

## فتح الأرشيف
تقريبا كل المنظمات التي تمتلك أرشيفات لها قيود زمنية من اجل متى تفتح الارشيف للعامة، خشية من انه من الممكن ان تتدمر أي وثائق حساسة ومهمة. ارشيف الفاتيكان ليس استثناء. بشكل مألوف، الوثائق تكون مفتوحة للعامة بعد فترة 75 عاما. وتظل الارشيفات السرية محتفظ بها بشكل منفصل.
في 1883، فتح البابا ليون الثالث عشر الارشيفات التي يرجع تاريخا إلى 1815 أو ما بعد ذلك إلى العلماء الغير كتابيون. المؤرخ البابوى الأول الذي استفاد بشكل أساسي من الارشيفات السرية كان المؤرخ المتعاطف مع البابوية، لودويج فون باستور (بالألمانية: Ludwig von Pastor). اطلقت بعد ذلك الوثائق لمرة أخرى في عام 1924، عندما فتحت الوثائق السرية إلى نهاية عهد البابا غريغوري السادس عشر (1 يونيو 1846). منذ ذلك الوقت، فُتحت الارشيفات السرية كالتالي:
- 1966: الوثائق من عهد بيوس التاسع (1846-1878). لاحظ ان فتح الوثائق في عهد بيوس التاسع كان مخطط لها اصلا خلال عهد بيوس الثاني عشر.
- 1978: الوثائق من عهد ليون الثالث عشر (1878-1903).
- 1985: الوثائق من عهد بيوس العاشر (1903-1914) وبيندكيت الخامس عشر (1914-1922).

في 20 فبراير 2002، أخذ البابا جون بول الثاني خطوة استثنائية من أجل أن يجعلها متاحة، بداية في 2003، بعض الوثائق من الارشيفات السرية حالة الامانة (القسم الثاني)، الذي يخص علاقات الفاتيكان مع ألمانيا خلال عهد البابا بيوس الحادي عشر (1922-1939). كان سبب الفاتيكان من اجل هذا التحرك هو «وضع نهاية للتخمين الظالم والطائش.»
في يونيو 2006، خوّل البابا بيندكيت السادس عشر فتح ارشيفات الفاتيكان لعهد البابا بيوس الحادي عشر. على اية حال الملفات لم تكن متاحة من اجل العرض العام.

## وصلات خارجية
- أرشيف الفاتيكان السري (الموقع الرسمي).